# Mitrovica (regio)
Mitrovica (Albanees: Rajoni i Mitrovicës ; Servisch: Region Mitrovica) is een van de zeven statistische regio's waarin Kosovo verdeeld is. De regio heeft een geschatte bevolking van 335.700 inwoners (gegevens van 2008).

## Gemeenten
De regio Mitrovica bestaat uit de volgende gemeenten:
- Mitrovicë
- Vushtrri
- Zveçan
- Zubin Potok
- Leposaviq
- Skënderaj

Mitrovicë · Prishtinë · Gjilan · Pejë · Gjakovë · Prizren · Ferizaj